# وونغ جاك مان
وونغ جاك مان هو فنان قتال مختلط ومدرس فيتنامي، ولد في 1946 في هونغ كونغ البريطانية في المملكة المتحدة، وتوفي في 26 ديسمبر 2018 في كاليفورنيا في الولايات المتحدة.